# Juan Paredes
Juan Paredes Miranda (* 29. Januar 1953 in Azcapotzalco, Mexiko) ist ein ehemaliger mexikanischer Boxer. Er gewann unter anderem eine Bronzemedaille im Federgewicht bei den Olympischen Spielen 1976 in Montreal.

## Amateurkarriere
Juan Paredes war Teilnehmer der Olympischen Spiele 1976 in Montreal, wo er Raimundo Alves, Yukio Odagiri und Choon-Gil Choi besiegen konnte, im Halbfinale gegen Ángel Herrera aber unterlag und daher mit einer Bronzemedaille im Federgewicht ausschied. Zudem gewann er die Silbermedaille im Federgewicht bei den Zentralamerika- und Karibikmeisterschaften 1976 in Kingston.

## Profikarriere
Juan Paredes boxte als Profi von Juli 1977 bis Februar 1988. Sein Manager war Arturo „Cuyo“ Hernández, der 2013 posthum in die International Boxing Hall of Fame aufgenommen wurde.
Er bestritt 34 Kämpfe, von denen er 23 gewann, davon 19 vorzeitig. Seine bedeutendsten Gegner waren im März 1982 Marcos Villasana (Niederlage durch K. o. in der achten Runde) und im Juni 1986 Bobby Berna (Niederlage nach Punkten).